# Rocas Triunvirato
Die Rocas Triunvirato (spanisch für Triumviratfelsen) sind eine Gruppe von Klippen im Zentrum der Marguerite Bay vor der Fallières-Küste des Grahamlands auf der Antarktischen Halbinsel. Sie liegen nordwestlich der Kirkwood-Inseln.
Argentinische Wissenschaftler benannten sie. Der weitere Benennungshintergrund ist nicht überliefert.